# Nicolae Ciupercă
Nicolae Ciupercă, romunski general, * 1882, † 1950.